# Eric Maxim Choupo-Moting
Eric Maxim Choupo-Moting (ur. 23 marca 1989 w Hamburgu) – kameruńsko-niemiecki piłkarz, występujący na pozycji napastnika w amerykańskim klubie New York oraz w reprezentacji Kamerunu. Brązowy medalista Pucharu Narodów Afryki 2021. Uczestnik Mistrzostw Świata 2010, 2014 i 2022 oraz Pucharu Narodów Afryki 2015 i 2019.
Wychowanek Hamburgera SV, w swojej karierze występował również m.in. w takich klubach jak: Bayern Monachium, Paris Saint-Germain, Schalke 04, Stoke City czy 1.FSV Mainz.

## Kariera klubowa
Karierę piłkarską rozpoczynał w niemieckim klubie Teutonia 05. Potem grał w juniorskich ekipach zespołów Altona 93, FC St. Pauli oraz Hamburger SV, do którego trafił w 2004. Na początku 2007 został włączony do jego rezerw, grających w Regionallidze Nord. Latem tego samego roku dołączył do pierwszej drużyny Hamburgera SV, występującej w Bundeslidze. W tych rozgrywkach zadebiutował 11 sierpnia 2007 w wygranym 1:0 meczu z Hannoverem 96. W 2008 zajął z klubem 4. miejsce w Bundeslidze.
W 2009 został wypożyczony do 1. FC Nürnberg, również z Bundesligi. 19 września 2009 w przegranym 1:2 spotkaniu z Bayernem Monachium strzelił pierwszego gola w trakcie gry w Bundeslidze. W sezonie 2009/2010 w barwach 1. FC Nürnberg rozegrał 25 ligowych spotkań i zdobył 5 bramek. Latem 2010 powrócił do Hamburgera. W 2011 przeszedł do 1. FSV Mainz 05. W 2014 został zawodnikiem FC Schalke 04.

## Kariera reprezentacyjna
Występował w reprezentacji Niemiec U-19 oraz reprezentacji Niemiec U-21. W 2010 zdecydował się jednak na grę w reprezentacji Kamerunu. Zadebiutował w niej 1 czerwca 2010 w przegranym 1:3 towarzyskim meczu z Portugalią. 5 czerwca 2010 w przegranym 3:4 towarzyskim spotkaniu z Serbią strzelił pierwszego gola w trakcie gry w drużynie narodowej. W tym samym roku został powołany do kadry na Mistrzostwa Świata. Zagrał na nich w meczach z Japonią (0:1) oraz z Holandią (1:2), a Kamerun zakończył turniej na fazie grupowej.

## Sukcesy

### Paris Saint-Germain
- Mistrzostwo Francji: 2018/2019, 2019/2020
- Puchar Francji: 2019/2020

### Bayern Monachium
- Mistrzostwo Niemiec: 2020/2021, 2021/2022, 2022/2023
- Superpuchar Niemiec: 2021
- Klubowe mistrzostwo świata: 2020

### Indywidualne
- Medal Fritza Waltera: Srebro w 2007 (U-18)[a]